# Contea di Fayette (Iowa)
La contea di Fayette (in inglese Fayette County) è una contea dello Stato USA dell'Iowa. Al censimento del 2000 la popolazione era di 22 008 abitanti. Il suo capoluogo è West Union.

## Geografia fisica
L'U.S. Census Bureau certifica che l'estensione della contea è di 1894 km², di cui 1893 km² composti da terra e i rimanenti 1 km² composti di acqua.

## Origini del nome
Prese il nome da Gilbert du Motier de La Fayette, militare e politico francese che giunse in America nel 1777 per combattere nella Guerra d'indipendenza e che fu maggior generale dell'esercito continentale.

## Storia
La contea di Fayette venne costituita il 21 dicembre 1837 come parte del Territorio del Wisconsin, nel corso dell'ampia riorganizzazione della contea di Dubuque, includendo parti degli attuali Iowa, Minnesota, e Nord e Sud Dakota. Divenne parte del Territorio dell'Iowa quando questo venne creato il 4 luglio 1838. La contea di Fayette venne drasticamente ridotta di dimensioni nel 1843, e poi ulteriormente divisa nel 1847 appena l'Iowa divenne uno degli Stati federati. La contea fu istituita ufficialmente nel 1850.

## Infrastrutture e trasporti

### Strade
- U.S. Highway 18
- Iowa Highway 3
- Iowa Highway 56
- Iowa Highway 93

- Iowa Highway 150
- Iowa Highway 187
- Iowa Highway 281

## Contee confinanti
- Contea di Allamakee, Iowa - nord-est
- Contea di Black Hawk, Iowa - sud-ovest
- Contea di Buchanan, Iowa - sud
- Contea di Bremer, Iowa - ovest
- Contea di Chickasaw, Iowa - nord-ovest
- Contea di Clayton, Iowa - est
- Contea di Delaware, Iowa - sud-est
- Contea di Winneshiek, Iowa - nord

## Maggiori città
| - Arlington - Clermont - Donnan - Elgin - Fayette | - Fairbank - Hawkeye - Maynard - Oelwein - Randalia | - St. Lucas - Wadena (Iowa) - Waucoma - West Union - Westgate |